# Strinne
Strinne – miejscowość (småort) w Szwecji w gminie Kramfors w regionie Västernorrland. Około 167 mieszkańców.